# 人民革命民兵
人民革命民兵（英語：People's Revolutionary Militia）是格林纳达新宝石运动在1979年执政后建立的民兵部队，旨在维护该国的安全，防止破坏活动，动员群众参与政治行动，并为人民革命军提供一支5000人的预备役部队。由于装备短缺和管理不善，许多人民革命民兵成员从未获得制服或武器训练。人民革命民兵中训练最精良的是快速动员连，每个人民革命军防区都配备了一个人民革命民兵快速动员连。
1983年，莫里斯·毕晓普被推翻并处决后不久，人民革命民兵开始武装部分成员以准备内战。但没过多久，美国入侵格林纳达，推翻人民革命政府，人民革命民兵随之瓦解。